# Palazzo Pecorini-Manzoni
Der Palazzo Pecorini-Manzoni ist ein Palast aus dem 16. Jahrhundert in Catanzaro in der italienischen Region Kalabrien. Das Gebäude liegt im Viertel Montecorvino.

## Geschichte und Beschreibung
Der Palast ist Teil eines Architekturkomplexes, der Ende des 18. Jahrhunderts entstand. Dennoch war das alte Töpferviertel schon ab dem 17. Jahrhundert von einer Reihe von Eingriffen betroffen, die zum Bau von Adelsresidenzen führten, die zahlreichen Familien der damaligen Zeit gehörten.
Man weiß nicht genau, wann der Palast gebaut wurde, aber den seinen heutigen Namen erhielt er vermutlich zur Mitte des 19. Jahrhunderts, als Graf Carlo Pecorini Manzoni die Baronin Nicolina Marincola heiratete. Trotz sein unsicheren Ursprungs zeigt das Gebäude typische Kennzeichen der Landhäuser und Paläste Neapels, insbesondere ist es durch zahlreiche Stilelemente gekennzeichnet, die den Werken des Architekten Giovan Battista Vinci, der 1772 in Vibo Valentia geboren ist, gemein sind.